# ذي غنين (العدين)

تعديل مصدري - تعديل

ذي غنين محلة تابعة لقرية مروه السفلى، التابعة لعزلة بلاد المليكي بمديرية العدين إحدى مديريات محافظة إب في الجمهورية اليمنية.، بلغ تعداد سكانها 126 حسب تعداد اليمن لعام 2004.